# Сэндс, Джулиан
Джулиан Ричард Морли Сэндс (англ. Julian Richard Morley Sands; 4 января 1958 — ок. 13 января 2023) — британский актёр, известный по ролям в фильмах-обладателях премии «Оскар» — «Поля смерти», «Комната с видом», «Покидая Лас-Вегас». Также снялся в таких фильмах как «Арахнофобия», «Чернокнижник», «Медальон», «Тринадцать друзей Оушена», «Девушка с татуировкой дракона», «Скрюченный домишко», «Елена в ящике».
13 января 2023 года пропал без вести в калифорнийских горах Сан-Гейбриел. В июне 2023 года были найдены его останки.

## Биография
Родился в Отли, Уэст-Йоркшир, Англия, Великобритания. В семье у них пятеро братьев, один из которых, Квентин, был выбран журналом She как самый сексуальный мужчина в Британии в 1998 году. Учился в лондонской Центральной школе речи и драматического искусства (Central School of Speech and Drama), позднее играл в театре.

## Карьера

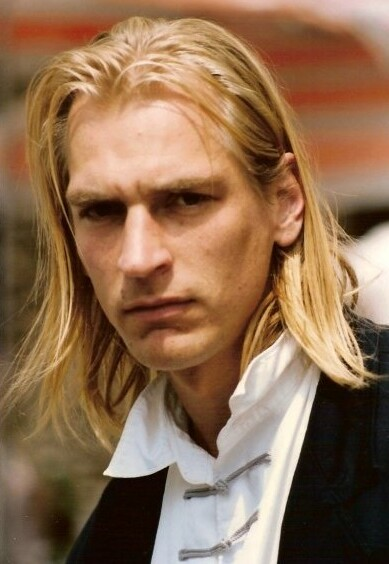
Сэндс в 1990 году

Кинокарьера Сэндса началась с ролей второго плана, но в 1984 году он сыграл одну из главных ролей — роль фотографа в фильме Ролана Жоффе «Поля смерти». Известность к нему пришла после главной роли Джорджа Эмерсона в картине Джеймса Айвори «Комната с видом» (1985), после чего Сэндс перебрался в Голливуд. В конце 1980-х — начале 1990-х он сыграл несколько ролей в фильмах ужасов, в частности в «Арахнофобии». В 1994 году началось сотрудничество Сэндса с британским режиссёром Майком Фиггисом, у которого он играл в картинах «Версия Браунинга», «Покидая Лас-Вегас», «Свидание на одну ночь», «Таймкод» и «Отель».
В фильме «Тринадцать друзей Оушена» сыграл Греко Монтгомери, работающего в казино на героя Аль Пачино. В фильме «Девушка с татуировкой дракона» сыграл молодого Хенрика Вангера, героя Кристофера Пламмера.
Сыграл в моноспектакле A Celebration of Harold Pinter Джона Малковича. За роль в постановке был номинирован на премию Драма Деск.

## Личная жизнь
Сэндс был дважды женат. Первой его женой была британская журналистка Сара Харви, от этого брака у них есть сын Генри Морли Сэндс (род. 20 сентября 1985). Пара развелась в 1987 году.
В 1990 году Сэндс женился на журналистке Евгении Ситковиц (род. 1964), у них две дочери: Наталья Морли Сэндс (род. 14 августа 1996) и Имоджен Морли Сэндс (род. 31 декабря 1999).
Находился в дружеских отношениях с актёрами Джоном Малковичем и Джоди Фостер.

## Гибель
13 января 2023 года Сэндс был объявлен пропавшим без вести в горах Сан-Гейбриел недалеко от Лос-Анджелеса в Калифорнии, перед исчезновением актер был в походе. Из-за плохих погодных условий наземные поиски были приостановлены, поиски с помощью вертолета продолжались.
24 июня туристы обнаружили на Лысой горе в Южной Калифорнии человеческие останки, которые предположительно принадлежат Сэндсу. Тело погибшего было доставлено в окружной офис коронера для идентификации. 27 июня стало известно, что найденные останки принадлежат Сэндсу.

## Фильмография
- 1982 — Рядовые на параде / Privates on Parade — моряк
- 1984 — Оксфордский блюз / Oxford Blues — Колин Гилкрист Фишер
- 1984 — Поля смерти / The Killing Fields — Джон Суэйн
- 1985 — Доктор и дьяволы / The Doctor And The Devils — доктор Мюррей
- 1985 — Комната с видом / A Room with a View — Джордж Эмерсон
- 1986 — Готика / Gothic — Шелли
- 1986 — Гарем. Утрата невинности / Harem —  Форест
- 1987 — Сиеста / Siesta — Кит
- 1988 — Озарение / Vibes
- 1988 — Если ты где-нибудь есть / Wherever You Are — Юлиан
- 1989 — Убийство в лунном свете / Murder on the Moon
- 1989 — Чернокнижник / Warlock — Чернокнижник
- 1990 — И свет во тьме светит / Il sole anche di notte
- 1990 — Арахнофобия / Arachnophobia
- 1991 — Обед нагишом / Naked Lunch
- 1991 — Экспромт / Impromptu — Франц Лист
- 1991 — Мужья и любовники / Husbands And Lovers
- 1992 — Легенда о вампире / Tale Of A Vampire — Алекс
- 1993 — Елена в ящике / Boxing Helena — Ник Кавано, доктор
- 1993 — Чернокнижник: Армагеддон / Warlock: The Armageddon — Чернокнижник
- 1994 — Поворот винта / The Turn Of The Screw
- 1994 — Марио и волшебник[фр.] / Mario und der Zauberer (по новелле Томаса Манна) — профессор Фурман
- 1994 — Охота на ведьм / Witch Hunt
- 1995 — Покидая Лас-Вегас / Leaving Las Vegas
- 1995 — Великий побег слонов / The Great Elephant Escape
- 1996 — Человек из будущего / Tomorrow Man — Кен
- 1997 — Свидание на одну ночь / One Night Stand
- 1998 — Призрак оперы / Fantasma dell'opera
- 2000 — Милосердие / Mercy — доктор Доминик Бруссар
- 2000 — Тайм-код / Timecode — Квентин
- 2000 — Ватель / Vatel — Людовик XIV
- 2000 — Отель «Миллион долларов» / The Million Dollar Hotel — Теренс Скопи
- 2000 — Отель — Гид
- 2002 — Особняк «Красная роза» / Rose Red
- 2002 — Медальон / The Medallion
- 2004 — Ромасанта: охота на оборотня / Romasanta — Мануэль Ромасанта
- 2002 — Наполеон / Napoleon — Князь Метерних
- 2003 — Просто секс / Easy Six
- 2004 — Кольцо Нибелунгов / Ring of the Nibelungs — Хаген
- 2005 — Звёздные врата: SG-1 / Stargate SG-1 — Досай
- 2006 — 24 часа (сезон 5) / 24 — Владимир Биерко
- 2007 — Кровные узы / Blood Ties — Хавьер Мендоса (1 сезон, серии 7, 8)
- 2007 — Тринадцать друзей Оушена / Ocean's Thirteen — Греко Монтгомери
- 2008 — Звёздные врата: ковчег истины / Stargate: The Ark of Truth — Досай
- 2008 – Мисс Марпл Агаты Кристи / Agatha Christie's Marple – Томас Ройд (3 сезон, эпизод 3)
- 2009 — Кровь и кость / Blood and Bone — Франклин
- 2009 — Касл / Castle — Тедди Фэрроу (2 сезон, серия 3)
- 2009 — Принц воров / Beyond Sherwood Forest — шериф Ноттингема
- 2009—2010 — Тайны Смолвиля / Smallville — Джор-Эл (9 сезон, 7 серия и 10 сезон, 8 серия)
- 2011 — Девушка с татуировкой дракона / The Girl with the Dragon Tattoo — молодой Хенрик Вангер
- 2012 — В поле зрения / Person of Interest — Алистэр Уэсли
- 2013 — Декстер / Dexter — Майлз Фостер
- 2013 — На грани сомнения / Suspension of Disbelief — главный инспектор Хэкетт
- 2014 — Сесар Чавес / César Chávez — Представитель Victore
- 2014 — Банши / Banshee — священник
- 2014 — Череп и кости / Crossbones — Уильям Джаггер
- 2015 — Готэм / Gotham — Джеральд Крейн
- 2016 — Избранный / El elegido — Котов
- 2017 — Скрюченный домишко / Crooked House — Филип Леонидис
- 2018 — Великолепные Медичи / Medici: The Magnificent — Пьеро ди Козимо де Медичи, старший сын Козимо.
- 2019 — Раскрашенная птица / Nabarvené ptáče — Гарбос
- 2023 —  Опасные воды / The Last Breath —  Леви